# Махе
Махе је главно острво у Републици Сејшели, које се налази у североисточном делу сејшелског архипелага. Његова површина је 155 km², а број становника на острву је био 78 539 према попису из 2010. године. На острву Махе живи 86% укупног становништва државе. Острво је добило име по Бертрану-Франсоа Махеу де ла Бурдоне који је био француски гувернер Маурицијуса од 1735. до 1746. године.
Највиши врх на острву Махе је Морн Сешелоа са надморском висином од 905 m и налази се у истоименом Националном парку. Североисточни делови острва су густо настањени, у њима се налази главни град државе Викторија, међународна лука, сејшелски међународни аеродром отворен 1971. године. У југозападном делу острва се налазе морски национални паркови Бе Терне и Пор Лоне, као и Сејшелски универзитет основан 2009. године. Острво Махе је дугачко 28 km у правцу од севера према југу и 8 km широко у најширем делу у правцу од запада ка истоку.
Острво Махе припада унутрашњој групи острва сејшелског архипелага и гранитног је порекла, за разлику од спољашње групе острва сејшелског архипелага која су већином атоли, као што је на пример острво Алдабра. Острво Махе има веома богату флору и фауну. Вегетацију чине углавном тропске шуме, а присутна је и мангрова. Разноврсна је орнитофауна на острву и ихтиофауна у приобаљу.

## Галерија
- Викторија, главни град Сејшела на острву Махе
- Залив Анс Мажор
- Лука на Махеу
- Плажа Пор Лоне, Махе